# Txemi Urtasun
José Miguel Urtasun Uriz, detto Txemi (Pamplona, 30 aprile 1984), è un cestista spagnolo, professionista nella Liga ACB.
È il fratello gemello di Álex Urtasun

## Palmarès

### Squadra
- Copa Príncipe de Asturias: 1

Alicante: 2009

### Individuale
- MVP Copa Príncipe de Asturias: 1

Alicante: 2009